# 松福寺 (埼玉県伊奈町)
松福寺（しょうふくじ）は、埼玉県北足立郡伊奈町にある曹洞宗の寺院。

## 歴史
1156年（保元元年）、川原治郎の開基である。治郎は後白河法皇の院宣を奉じて当寺を創建したという。
その後に寺運衰微したが、安土桃山時代になり中興された。
当寺には、前方後円墳型の合同墓地がある。

## 交通アクセス
- 志久駅より徒歩4分。